# Ménétrier (métier)

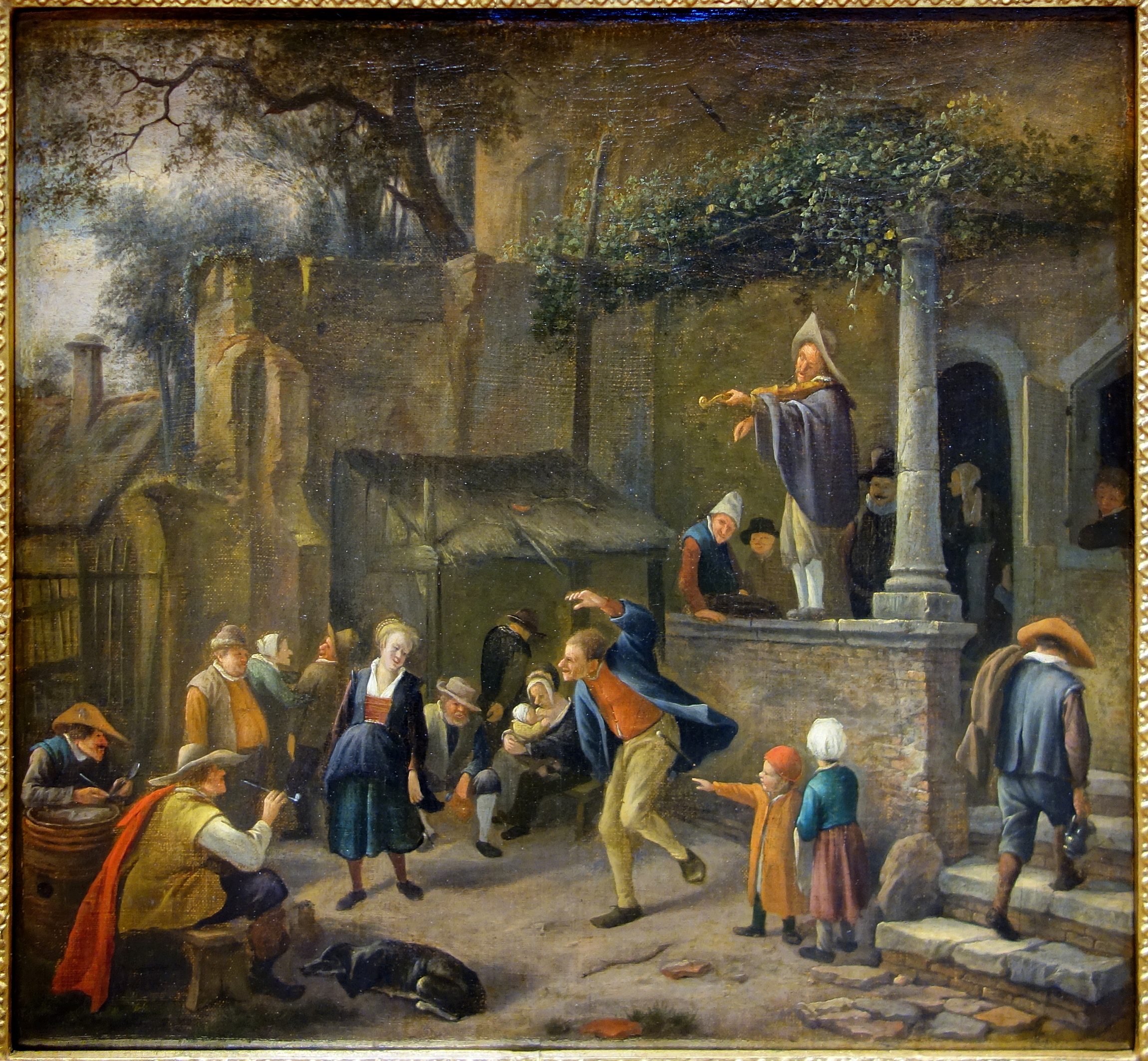
Le Ménétrier, tableau de Jan Steen, 1670.

Sous l'Ancien régime, un ménétrier est un joueur de musique instrumentale travaillant essentiellement pour des occasions publiques et profanes. Il est dit aussi « joueur d'instruments » ou « maître joueur d'instruments ». Au Moyen Âge, on emploie plutôt le terme de ménestrel.

## Statuts
À Paris, la plupart d'entre eux font partie d'une corporation ancienne, dite « corporation Saint-Julien des Ménétriers », appelée aussi Ménestrandise, en 1321 dont les statuts ont été confirmés le 24 avril 1407. La corporation possède son hôpital et sa chapelle Saint-Julien-des-Ménétriers. Comme dans toute corporation, on y distingue les apprentis et les maîtres, qui ont passé les épreuves de la maîtrise. À leur tête était le « roi des ménétriers » (certains furent assez célèbres, tels Guillaume Dumanoir ou Louis Constantin).  
Il y avait aussi des joueurs d'instruments indépendants, qui travaillaient hors de la corporation (notamment, les organistes des églises, les maîtres de clavecin, de flûte, etc. qui apprenaient leur instrument aux bourgeois et aux nobles).
Après de multiples procès perdus qui lui avaient été intentés par Lulli, Les Vingt-Quatre Violons du Roi, les musiciens de l’opéra, les principaux compositeurs et les instrumentistes les plus en vue se produisant au concert spirituel, la corporation est supprimée en 1776.

## Emplois
Les ménétriers sont le plus souvent des joueurs de violon, de flûte, de hautbois, de musette, de vielle (pas à la création de la Ménestrandise), de trompette, de saqueboute. Beaucoup d'entre eux pouvaient jouer de plusieurs instruments (typiquement : hautbois et violon).
En général, les ménétriers se font engager pour des circonstances particulières (fêtes, mariages, entrées royales, processions...), par des particuliers ou des institutions. Ils passent des contrats les uns avec les autres pour jouer ensemble, pour constituer des petits orchestres ou des "bandes".

## Musique
La musique jouée par les ménétriers n'a pas été imprimée, en général. Elle se transmettait par tradition orale, ou notée sommairement sur des feuilles ou des cahiers. Ses sources sont rarissimes et cette musique est donc majoritairement perdue.

## Iconographie
L'iconographie, en revanche, est plus abondante ; on les voit notamment sur des peintures ou des gravures qui montrent des processions, ou dans des "scènes de genre".

### Sur la corporation
- [Lettres de provision, octroyant au sieur Guillaume Dumanoir, l'office de roi et maître des ménétriers et de tous les joueurs d'instruments, tant hauts que bas, du Royaume]. - s.l.n.d. - 4°, 6 p. - Paris BNF (Impr.) : F-23612 (377).
- [Transaction, en date du 15 avril 1664, entre les Pères de la Doctrine chrétienne et la communauté des maîtres à danser et joueurs d'instruments de Paris, par laquelle les premiers reconnaissent les seconds comme fondateurs, patrons laïques, présentateurs, gouverneurs et administrateurs de l'église et chapelle de Saint-Julien-des-Menestriers]... - (s.l.n.d.). - 4 °. - Paris BNF (Impr.) : LK7-7117.
- Édit... portant suppression de l'office de roi et maître des ménétriers... Registré en Parlement le 31 mars 1773. - Paris : P.-G. Simon, 1773. - 4°, 3 p. - Paris BNF (Impr.) : F-21299 (41).
- Ernest Thoinan, Louis Constantin, roi des violons, 1624-1657 : notice biographique, avec un fac-similé de brevet de maître joueur. - Paris : J. Baur, 1878.

### Synthèses
- François Lesure, « Les Joueurs d'instruments et la musique instrumentale à Paris au XVIe siècle », Bibliothèque d'Humanisme et Renaissance 12 (1950), p. 373-375.
- François Lesure, « La Communauté des joueurs d'instruments au XVIe siècle », Revue historique de droit français et étranger 1 (1953), p. 79-109. Paris BNF (Mus.) : VMC-1454.
- François Lesure, « Les Orchestres populaires à Paris vers la fin du XVIe siècle », Revue de Musicologie 36 (1954), p. 39-54.
- Les Ménétriers du pays montluçonnais : exposition, [Musée du Vieux Château, Montluçon, juin 1981], texte de M. Baudimaut. - Montluçon : 1981. 49 p. (Cahiers du Musée, 2).
- Jean Landois, Ménétriers et musiciens en Pays-Fort. Issoudun : Impr. Renauldon, 1985, 102 p.
- Luc Charles-Dominique. Les ménétriers français sous l'Ancien régime, préface de François Lesure. - Paris : Klincksieck, 1994. 335 p., avec bibliographie.
- Musiciens des rues de Paris : exposition, Paris, Musée des arts et traditions populaires, 18 novembre 1997 - 27 avril 1998. - Paris : ATP, 1997. - 141 p.